# KBS N
KBS N Co., Ltd. (tiếng Hàn Quốc: 주식회사 케이비에스엔) là một công ty Hàn Quốc thuộc sở hữu của hệ thống Phát sóng Hàn Quốc, sản xuất phương tiện truyền thông, phát sóng và viễn thông các sản phẩm cho người không phát sóng miễn phí mạng sử dụng theo giấy phép đăng ký do đài KBS năm 1996, bao gồm các nhà cung cấp dịch vụ Skylife và truyền hình cáp (KCTA).

## Mạng truyền hình
- KBS Drama - trước đây là KBS Sky Drama. Ra mắt vào năm 2002.
- KBS Joy - chương trình hài kịch và đố vui. Ra mắt vào năm 2006.
- KBS N Sports - trước đây là KBS Sports/KBS Sky Sports. Cũng ra mắt vào năm 2002.
- KBS N Life - văn hóa và kịch. Ra mắt năm 1996 với tên gọi KBS vệ tinh 2, đổi tên thành KBS Korea năm 2002, đổi tên thành KBS Prime năm 2006.
- KBS Kids - kênh dành cho trẻ em. Ra mắt vào năm 2012.